# Juan Cortés de Tolosa
Juan Cortés de Tolosa (Madrid, entre 1589 y 1590 - íd., después de 1640) fue un escritor español del Siglo de Oro.

## Biografía
Era de una noble y acaudalada familia formada por Juan Cortés de Solín, funcionario real, y Ana de Tolosa, lo que confirma Nicolás Antonio en su Bibliotheca hispana nova (Roma, 1696), cuando dice que Juan Cortés era ex familia regia palatina. Estudió en el Seminario de la Compañía de Jesús de Tarazona (provincia de Zaragoza), pero no llegó a acabar sus estudios: marchó a Madrid y entró a servir a Felipe III, tal vez con algún cargo relacionado con la tesorería, pues dedicó su primera obra a Martín Francés Menor, teniente de la Tesorería General de Aragón, y la segunda a Juan Ibáñez de Segovia, tesorero general de Su Majestad. También acompañó al monarca en sus viajes sirviéndole como secretario de cartas latinas. 
Su obra literaria se limita a dos impresos: Discursos morales de cartas  y novelas (Zaragoza, 1617) y El lazarillo de Manzanares con otras cinco novelas (Madrid, 1620).

## Obra
Los citados Discursos morales de 1617 se dividen en dos partes en tres libros; los dos primeros libros constituyen la intitulada "Cartas", adscribible al género miscelánea, de inspiración predominantemente moral, pero también amorosa y filosófica y con no despreciable ingenio conceptista; el último libro ocupa la segunda parte, formada por cuatro novelitas, dos de las cuales preludian ya el tono picaresco: Novela de la comadre y Novela del licenciado Periquín; las otras pueden clasificarse dentro del género de la novela cortesana, si bien se hibridan más o menos en ambos géneros. Al reimprimirlas en 1620 con otra más famosa, la de El Lazarillo de Manzanares, novela picaresca muy inferior y distinta a su modelo, añadió otra novela corta, El desgraciado.
El Lazarillo de Manzanares se ajusta al modelo del mozo que sirve a muchos amos, pero la variedad de ambientes que llega a conocer el muchacho es muy superior a la novela de 1554: sirve sucesivamente a un pastelero, a un sacristán, a un santero, a un oidor de México, a un canónigo... El protagonista incluso llega a trabajar como maestro y sus aventuras concluyen no mal, al contrario que lo que estatuye el género. Es esta variedad y la complejidad de las tramas la que le da un valor notable a esta obra, que concluye, al igual que el Buscón de Quevedo, con su marcha a las Indias, tras haber logrado librarse del matrimonio. Lo más interesante es la descripción de ambientes y costumbres; pero el argumento se interrumpe con todo tipo de relatos secundarios episódicos y el estilo, muy recargado, deja mucho que desear comparado con el clásico equilibrio de El lazarillo de Tormes; sigue en ello más de cerca el conceptismo de Quevedo y su Buscón, lo que no es de extrañar, pues esta otra obra era ya muy popular en copias manuscritas antes de su edición impresa en 1626, y también posee algo del humor de Vicente Espinel en su Marcos de Obregón, pues el motor de los actos del protagonista no es precisamente el hambre existencial de Lázaro de Tormes, y se declara siempre ahíto. Escribió también otras novelitas, como la ya citada El desgraciado, El licenciado Periquín, La comadre, Un hombre muy miserable llamado Gonzalo, y El nacimiento de la verdad.
En general, Miguel Zugasti ha señalado como un rasgo muy acentuado del autor la sátira antifeminista o misógina, aunque en él parece un rasgo imitado de uno de sus modelos, Francisco de Quevedo.

## Ediciones
- Discursos morales, Zaragoza, Juan de la Naja y Quartanet, 1617. Se compone de tres libros: I y II, Cartas. III, Novelas: "Novela del licenciado Periquín", "Novela de la comadre", "Novela del nacimiento de la verdad" y "Novela de un hombre muy miserable llamado Gonzalo"
- Lazarillo de Manzanares con otras cinco novelas, Madrid, Viuda de Alonso Martín, 1620. Incluye las cuatro novelas ya citadas de 1617, con pequeñas variaciones, y una nueva, la "Novela del desgraciado". Hay ediciones modernas: Lazarillo de Manzanares con otras cinco novelas; edición, introducción y notas de Giuseppe E. Sansone (Madrid: Espasa-Calpe, 1960, reimpresa en 1974, 2 vols.) y de Miguel Zugasti (Barcelona: P.P.U., 1990).